# Jessica Barnard
Jessica Lynn Pepito Barnard (Cebu, 10 giugno 1990) è un'ex siepista e mezzofondista filippina.
È detentrice del record nazionale nei 3000 metri siepi con un tempo di 10'22"49.

## Biografia
Jessica Barnard nasce a Cebu da padre statunitense e madre filippina. Vive un'infanzia tumultuosa, trascorrendo periodi tra Filippine e Stati Uniti e venendo abusata ripetutamente dal padre. Trasferitasi definitivamente a Long Beach per frequentare la California State University, scopre quindi la passione per l'atletica leggera; al contempo decide di rivelare ai suoi fratelli gli abusi subiti dal padre, che nel frattempo si era stabilito a tempo pieno nelle Filippine e conviveva a loro insaputa con una nuova famiglia. L'uomo verrà poi estradetto negli Stati Uniti e infine incarcerato, grazie alla testimonianza della giovane.
Rilocatasi a Seattle, a partire dal 2015 affianca alla propria carriera sportiva quella di agente per la Oiselle, un'azienda di abbigliamento sportivo incentrata sulla promozione e il sostegno di atlete femminili.
Dopo aver subito un serio infortunio al tendine di Achille che le compromette la stagione 2017, dichiara il proprio ritiro dalle competizioni alla vigilia dei XXIX Giochi del Sud-est asiatico.

## Record nazionali

### Seniores
- 800 metri piani indoor: 2'13"44 ( Seattle, 14 febbraio 2014)
- 1500 metri piani indoor: 4'53"30 ( Seattle, 13 febbraio 2016)
- 3000 metri siepi: 10'22"49 ( Palo Alto, 1º maggio 2016)

## Progressione

### 3000 metri siepi
| Stagione | Tempo    | Luogo     | Data       | Rank. Mond. |
| -------- | -------- | --------- | ---------- | ----------- |
| 2016     | 10'22"49 | Palo Alto | 1-5-2016   |             |
| 2015     | 10'36"90 | Singapore | 12-6-2015  |             |
| 2013     | 11'04"94 | Naypyidaw | 18-12-2013 |             |

## Palmarès
| Anno | Manifestazione              | Sede      | Evento       | Risultato | Prestazione | Note                                     |
| ---- | --------------------------- | --------- | ------------ | --------- | ----------- | ---------------------------------------- |
| 2013 | Giochi del Sud-est asiatico | Naypyidaw | 1500 m piani | 4ª        | 4'42"31     |                                          |
| 2013 | Giochi del Sud-est asiatico | Naypyidaw | 3000 m siepi | Bronzo    | 11'04"84    |                                          |
| 2015 | Giochi del Sud-est asiatico | Singapore | 3000 m siepi | Bronzo    | 10'36"90    | Miglior prestazione personale stagionale |